# Svend Aage Engstrøm
Svend Aage Engstrøm, född 3 mars 1909, död 3 oktober 2009, var en dansk motorcykelförare. Han var under 1930-talet en av Nordens skickligaste jordbaneförare och tre gånger nordisk mästare. 
Engstrøm, som var motorcykelhandlare i Köpenhamn, började köra landsvägstävlingar på Indian 1927, debuterade följande år som jordbaneförare och vann 1929 nordiska mästerskapet i B-klassen (på AJS). Han blev nordisk mästare på bana 1931 (AJS) samt 1933 och 1938 (Rudge), sistnämnda år även i lag. I den inofficiella landskampen Sverige–Danmark om Farrispokalen (1927–1935) segrade han 1931 och 1933. Vid 1935 års avgörande tävling, då Engstrøm och Ivar Skeppstedt hade vardera två inteckningar, råkade Engstrøm ut för punktering, och Skeppstedt vann pokalen för alltid. Engstrøm innehade ett flertal rekord på danska banor och var 1934 och 1935 var dansk mästare. Han körde ofta i Sverige (banrekord på Solvalla 1932 med 2 minuter 50,3 sekunder) och var under 1930-talet fast engagerad vid flera tyska banor. Han råkade i juni 1947 ut för en svår kullkörning på Løngbanan vid Sorø, men tävlade åter 1949–1954.